# Julie Mehretu
Julie Mehretu (Adís Abeba, 28 de noviembre de 1970) es una artista visual contemporánea etíope-estadounidense, conocida por sus pinturas de múltiples capas de paisajes abstractos a gran escala. Sus pinturas, dibujos y grabados representan los efectos acumulativos de los cambios sociopolíticos urbanos.
Mehretu fue incluida en la lista Time 100 de las personas más influyentes de 2020. Al año siguiente, The New York Times la describió como un "raro ejemplo de pintora negra contemporánea que ya ha entrado en el canon".
En octubre de 2023, Mehretu batió el récord de subasta para un artista africano en Sotheby's Hong Kong, con su pieza Sin título (2001), que se vendió por 9,32 millones de dólares. Es una de las dos mujeres que figuran en la lista de las 10 obras de arte contemporáneas más caras vendidas en subasta en 2023.

## Trayectoria
Mehretu nació en Adís Abeba, Etiopía, en 1970, siendo el primer hijo de un profesor universitario de geografía y una maestra Montessori. Su padre es etíope y su madre es judía americana. Huyeron del país en 1977 para escapar de la agitación política y se mudaron a East Lansing, Míchigan, para ocupar el puesto de profesor de geografía económica de su padre en la Universidad Estatal de Míchigan. : 215 
Graduada de East Lansing High School, Mehretu recibió una licenciatura en Artes de Kalamazoo College en Kalamazoo, Míchigan, e hizo un tercer año en el extranjero en la Universidad de Dakar (UCAD), Senegal, y luego asistió a la Escuela de Diseño de Rhode Island, en Providence, donde obtuvo una Maestría en Bellas Artes en 1997. Fue elegida para el programa CORE del Museo de Bellas Artes de Houston, una residencia que le proporcionó un estudio, un estipendio y una exposición en el museo.
Los lienzos de Mehretu incorporan elementos de dibujos técnicos de varios edificios urbanos e ilustraciones lineales de eficiencia urbana, incluidas cuadrículas de ciudades y mapas meteorológicos. Las piezas no contienen ningún sentido formal y consistente de profundidad, sino que utilizan múltiples puntos de vista y proporciones de perspectiva para construir reimaginaciones aplanadas de la vida de la ciudad.

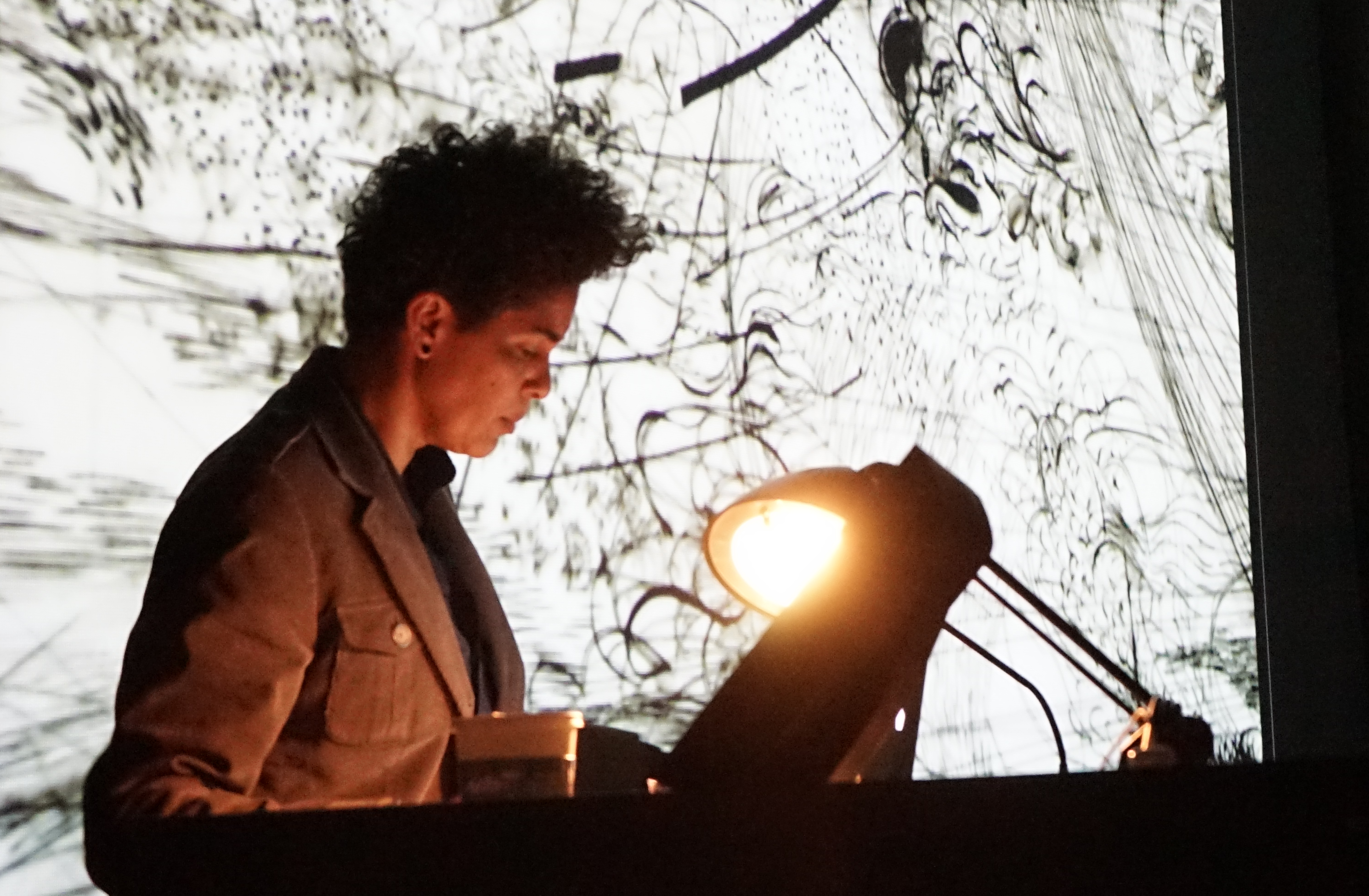
Mehretu hablando en 2014

En 2007, el banco de inversión Goldman Sachs le dio una comisión de 5 millones de dólares por un mural para el vestíbulo. La obra resultante, Mural, tenía el tamaño de una cancha de tenis y consistía en mapas financieros superpuestos, dibujos arquitectónicos de instituciones financieras y referencias a obras de otros artistas. Calvin Tomkins de The New Yorker la llamó "la pintura más ambiciosa que he visto en una docena de años", y otro comentarista la describió como "una de las obras de arte público más grandes y exitosas de los últimos tiempos".
Si bien es más conocida por sus pinturas abstractas a gran escala, Mehretu experimentó con grabados desde sus estudios de posgrado en la Escuela de Diseño de Rhode Island, donde se matriculó en el programa de pintura y grabado a mediados de la década de 1990. Su exploración del grabado comenzó con el grabado. Ha completado proyectos colaborativos en estudios de grabado profesionales en todo Estados Unidos, entre ellos Highpoint Editions en Minneapolis, Crown Point Press en San Francisco, Gemini GEL en Los Ángeles y Derrière L'Etoile Studios y Burnet Editions en la ciudad de Nueva York.
Mehretu fue residente del Programa CORE, Escuela de Arte Glassell, Museo de Bellas Artes de Houston (1997–98) y del Programa de Artista en Residencia en el Studio Museum de Harlem (2001). En 2003, durante una residencia en el Centro de Arte Walker, Minneapolis, trabajó con treinta chicas de secundaria de África Oriental. En la primavera de 2007 fue becaria de artes visuales Guna S. Mundheim en la Academia Americana de Berlín.  Más tarde ese año, dirigió un programa de residencia de un mes con 40 estudiantes de arte de escuelas secundarias públicas de Detroit.

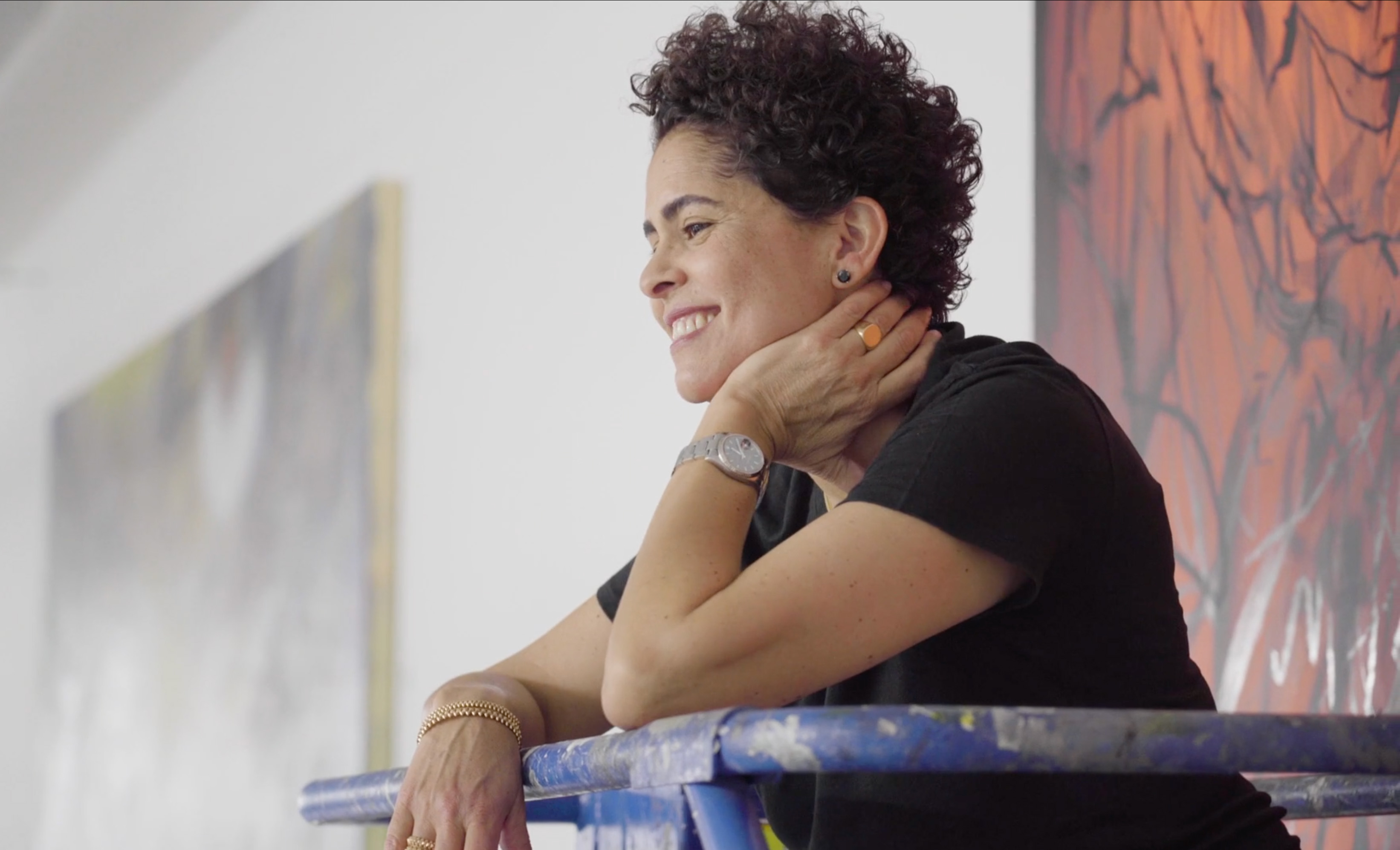
Mehretu en su estudio

Durante su residencia en Berlín, Mehretu recibió el encargo de crear siete pinturas del Deutsche Guggenheim. : 221  Mehretu es miembro del Comité de Artistas de Americanos por las Artes.

## Reconocimientos

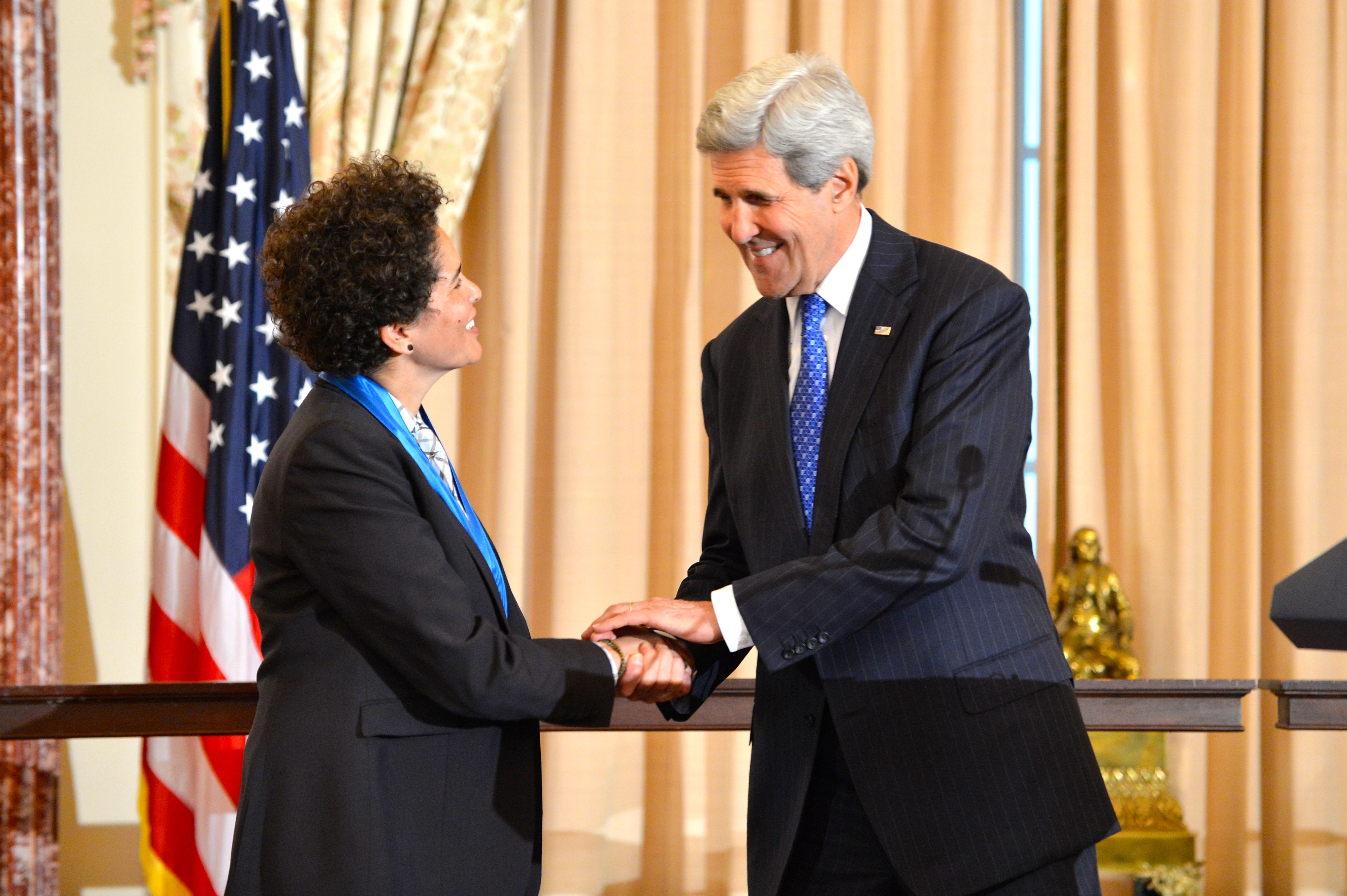
Mehretu recibió la Medalla de las Artes del Departamento de Estado de EE. UU. en 2015

En 2000, Mehretu recibió una subvención del Premio de Becas a Artistas de la Fundación para las Artes Contemporáneas. En 2001 recibió el premio Penny McCall y en 2005 fue una de las ganadoras de la beca MacArthur.
En 2013, Mehretu recibió el premio Barnett y Annalee Newman y, en 2015, recibió la Medalla de las Artes del Departamento de Estado de los EE. UU. de manos del secretario de Estado John Kerry. En 2020, la revista Time incluyó a Mehretu en su lista de las 100 personas más influyentes. En 2023, el fabricante de automóviles alemán BMW seleccionó a Mehretu para pintar su "coche artístico" anual para participar en la carrera de las 24 Horas de Le Mans.
En 2016, el Museo de Arte Moderno de San Francisco encargó a Mehretu la creación de un díptico, en el que cada pintura masiva flanquea la escalera del atrio. En el proceso de creación de su pieza, colaboró con el pianista de jazz Jason Moran. En 2021, el Museo Whitney de Arte Americano dedicó un piso entero a una retrospectiva de la carrera de Mehretu.

## Mercado del arte
El cuadro de Mehretu Sin título 1 (2001) se vendió por 1,02 millones de dólares en Sotheby's en septiembre de 2010. Su valor estimado había sido de 600 a 800 000 dólares. En Art Basel en 2014, White Cube vendió Mumbo Jumbo (2008) de Mehretu por 5 millones de dólares. En 2023, Michael Ovitz vendió Walkers With the Dawn and Morning (2008) de Mehretu por 10,7 millones de dólares, estableciendo un nuevo récord tanto para la propia artista como para cualquier artista nacido en África.
En 2005, la obra de Mehretu fue objeto del caso Lehmann v. The Project Worldwide ante la Corte Suprema de Nueva York, el primer caso interpuesto por un coleccionista en relación con su derecho a obtener acceso primario al arte contemporáneo. El caso involucró cuestiones legales sobre su trabajo y el derecho de preferencia en los contratos entre su entonces galería y un coleccionista. A cambio de un préstamo de 75.000 dólares realizado por el coleccionista Jean-Pierre Lehmann a la Project Gallery, realizado en febrero de 2001, la galería debía conceder a Lehmann un derecho de preferencia sobre cualquier obra de cualquier artista que la galería representara, y a un 30 por ciento. descuento hasta que se pague el préstamo. Lehmann vio este préstamo como un acceso directo a la obra de Mehretu; sin embargo, hubo otras cuatro personas a las que también se les concedió el derecho de primera elección entre los artistas representados en la galería. La galería vendió 40 obras de Mehretu durante el período del contrato, y algunas ofrecieron descuentos de hasta el 40 por ciento. Lehmann vio que varias piezas de Mehretu disponibles en el catálogo del Walker Art Center habían sido vendidas a la coleccionista Jeanne Greenberg Rohatyn y sospechó que el acuerdo no se estaba cumpliendo. Posteriormente le escribió a Haye exigiéndole 17.500 dólares y, como no se hizo ninguna oferta de piezas de Mehretu, presentó una demanda. El caso, finalmente ganado por Lehmann, reveló al público más amplio exactamente qué precios y descuentos ofrecen las galerías a diversos coleccionistas sobre pinturas de Mehretu y otros artistas contemporáneos, información normalmente oculta por el mundo del arte.

## Vida personal
En 2008, se casó con la artista Jessica Rankin, con quien tiene dos hijos, Cade Elias (nacido en 2005) y Haile (nacido en 2011); su suegra es la autora y poeta Lily Brett. La pareja se separó en 2014.
Mehretu mantiene un estudio en Chelsea, cerca del Museo Whitney de Arte Estadounidense. En 2004, cofundó, junto con Lawrence Chua y Paul Pfeiffer, Denniston Hill, una residencia de artistas en un campus de 200 acres en el condado de Sullivan, Nueva York. También trabajó en una antigua fábrica de armas en Berlín en 2007 y en la antigua iglesia de Santo Tomás Apóstol en Harlem de 2016 a 2017.